# Un'anima/Cercami
Un'anima/Cercami è un singolo di Dodi Battaglia del 2019, primo estratto dal terzo album live del chitarrista bolognese Perle - Mondi senza età.

## Il disco
È un 45 giri contenente due singoli, un inedito e un rifacimento.
1. Un'anima: è il lato A del 45 giri. Scritto da Giorgio Faletti e messo in musica da Dodi Battaglia è un singolo inedito e molto intenso a cui il chitarrista bolognese ha lavorato per parecchi mesi.
2. Cercami: è il lato B del 45 giri. Scritto da Valerio Negrini e messo in musica da Roby Facchinetti  nel 1978 come  estratto dall'album Boomerang, è stato completamente riarrangiato.

## Formazione
1. Dodi Battaglia - voce, chitarra
2. Costanzo Del Pinto - voce
3. Raffaele Ciavarella - voce
4. Marco Marchionni - chitarre
5. Rocco Camerlengo - pianoforte, tastiere
6. Carlo Porfilio - batteria
7. Beppe Genise - basso